# Bucamps
Bucamps est une commune française située dans le département de l'Oise en région Hauts-de-France.
Ses habitants sont appelés les Bucampois et les Bucampoises.

## Géographie

### Description
Bucamps est un village rural lové dans un vallon du Plateau picard dans l'Oise situé à 8 km à l'ouest de Saint-Just-en-Chaussée, à 39 km au nord-ouest de Compiègne, à 20 km au nord-est de Beauvais et à 41 km au sud d'Amiens.
Il est aisément accessible depuis l'autoroute A16 et les anciennes routes nationales RN 1 et RN 16 (actuelles RD 1001 et 916).
La commune est traversée par le méridien de Paris, matérialisé par la méridienne verte.
Au début du XIXe siècle, le territoire de Bucamps était décrit comme « resserré entre ceux de Thieux et de Montreuil depuis qu'on lui a réuni la très -petite commune de Fresneau, qui, même avant la Révolution, n'avait jamais.été qu'un simple hameau de Bucamp. Sa superficie est coupée de longs ravins courant du Nord au Sud. ».

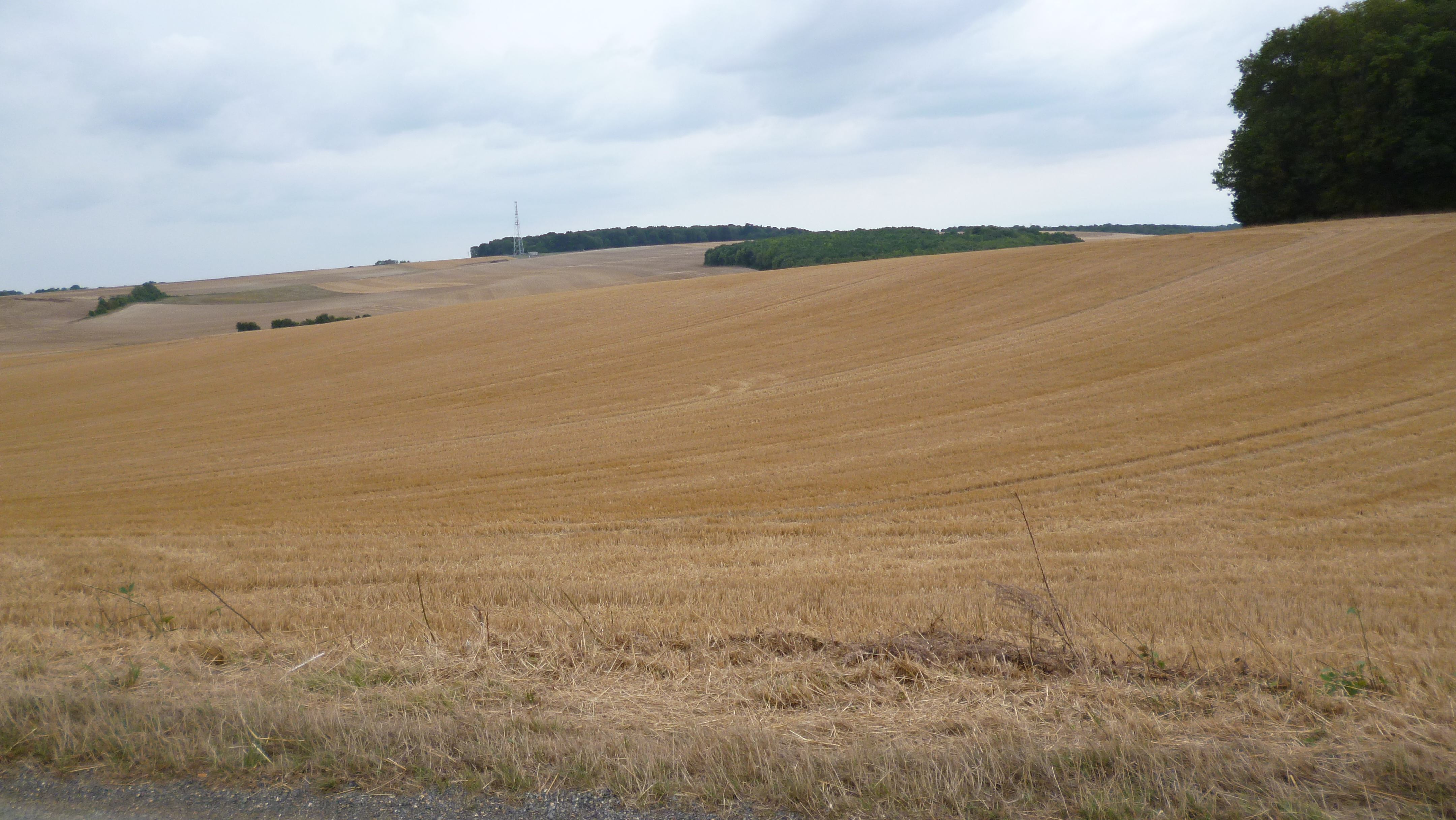
La campagne vallonnée environnante du village.
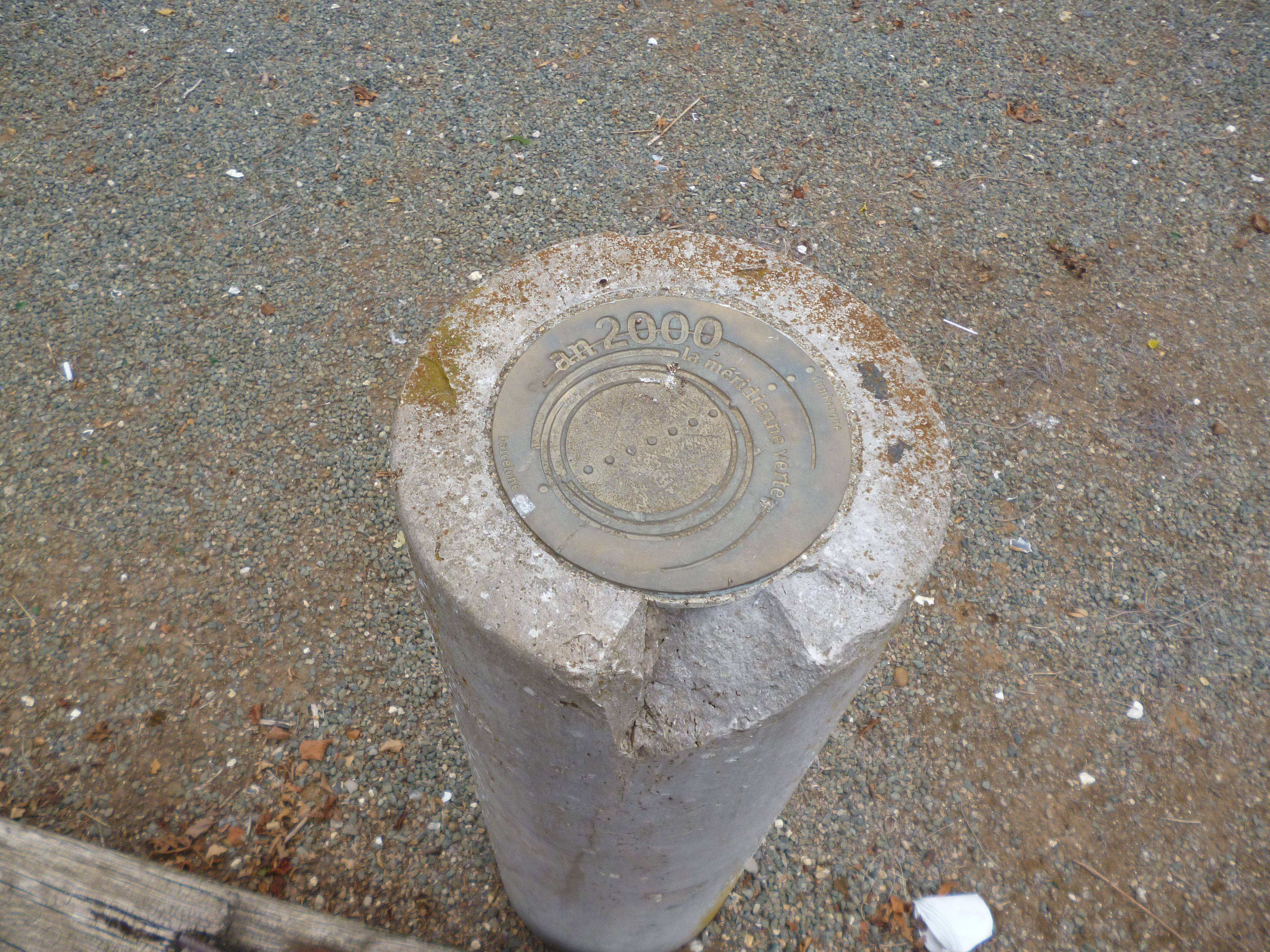
Une borne de la méridienne verte sur la commune.

### Communes limitrophes
|                      | Thieux           | Wavignies         |
| Noyers-Saint-Martin  | Bucamps          | Catillon-Fumechon |
| Montreuil-sur-Brêche | Le Quesnel-Aubry | Nourard-le-Franc  |

### Hydrographie
La commune est située dans le bassin Seine-Normandie. Elle n'est drainée par aucun cours d'eau,.

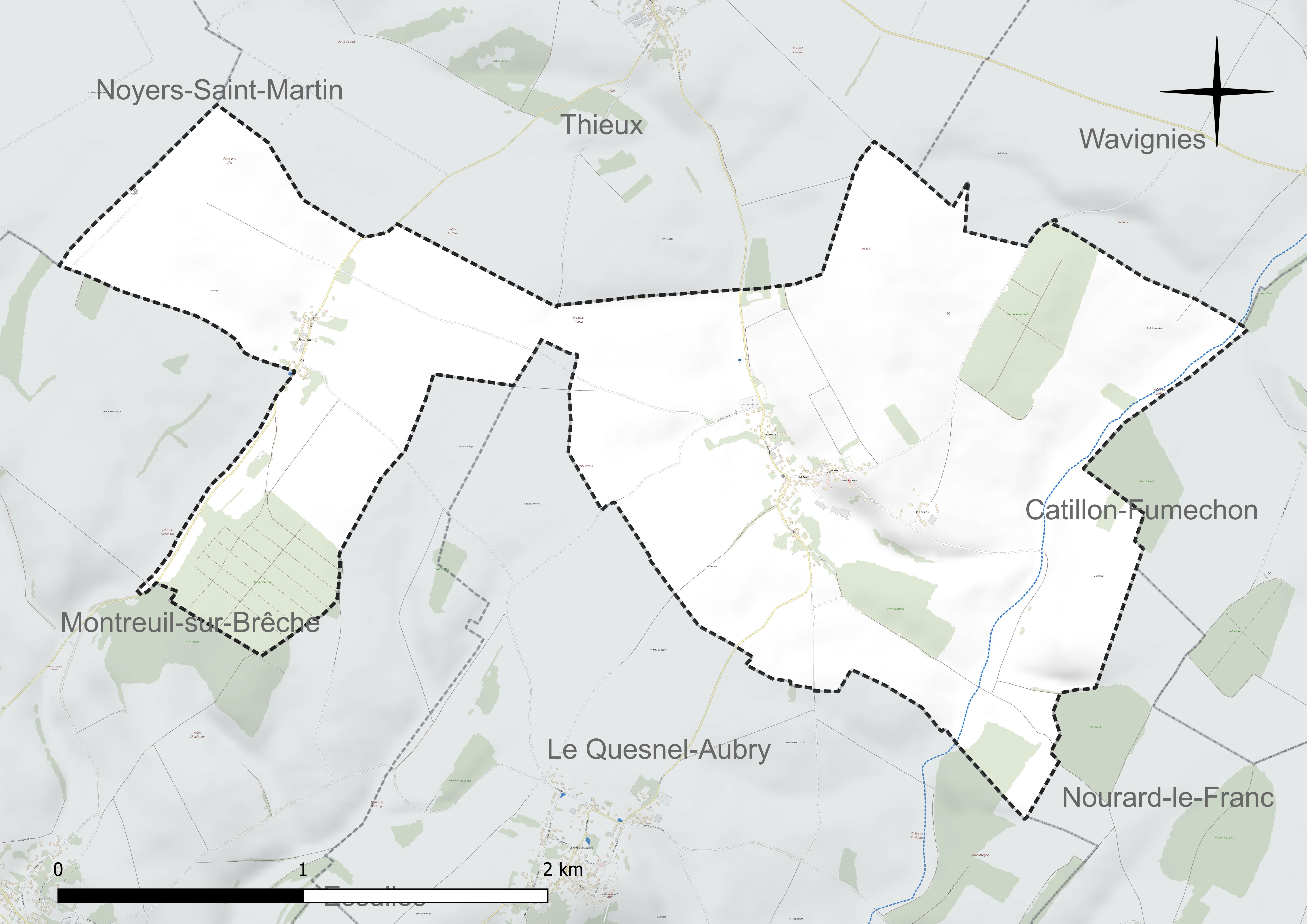
Réseau hydrographique de Bucamps.

### Climat
Pour des articles plus généraux, voir Climat des Hauts-de-France et Climat de l'Oise.
En 2010, le climat de la commune est de type climat océanique dégradé des plaines du Centre et du Nord, selon une étude du CNRS s'appuyant sur une série de données couvrant la période 1971-2000. En 2020, Météo-France publie une typologie des climats de la France métropolitaine dans laquelle la commune est exposée à un climat océanique et est dans la région climatique Nord-est du bassin Parisien, caractérisée par un ensoleillement médiocre, une pluviométrie moyenne régulièrement répartie au cours de l'année et un hiver froid (3 °C).
Pour la période 1971-2000, la température annuelle moyenne est de 10,2 °C, avec une amplitude thermique annuelle de 14,4 °C. Le cumul annuel moyen de précipitations est de 695 mm, avec 11 jours de précipitations en janvier et 8 jours en juillet. Pour la période 1991-2020, la température moyenne annuelle observée sur la station météorologique la plus proche, située sur la commune de Rouvroy-les-Merles à 14 km à vol d'oiseau, est de 10,7 °C et le cumul annuel moyen de précipitations est de 647,9 mm,. Pour l'avenir, les paramètres climatiques de la commune estimés pour 2050 selon différents scénarios d'émission de gaz à effet de serre sont consultables sur un site dédié publié par Météo-France en novembre 2022.

## Urbanisme

### Typologie
Au 1er janvier 2024, Bucamps est catégorisée commune rurale à habitat dispersé, selon la nouvelle grille communale de densité à sept niveaux définie par l'Insee en 2022.
Elle est située hors unité urbaine. Par ailleurs la commune fait partie de l'aire d'attraction de Beauvais, dont elle est une commune de la couronne,. Cette aire, qui regroupe 162 communes, est catégorisée dans les aires de 50 000 à moins de 200 000 habitants,.

### Occupation des sols
L'occupation des sols de la commune, telle qu'elle ressort de la base de données européenne d'occupation biophysique des sols Corine Land Cover (CLC), est marquée par l'importance des territoires agricoles (89,1 % en 2018), une proportion identique à celle de 1990 (89,1 %). La répartition détaillée en 2018 est la suivante : 
terres arables (82,5 %), forêts (10,9 %), zones agricoles hétérogènes (6,6 %). L'évolution de l'occupation des sols de la commune et de ses infrastructures peut être observée sur les différentes représentations cartographiques du territoire : la carte de Cassini (XVIIIe siècle), la carte d'état-major (1820-1866) et les cartes ou photos aériennes de l'IGN pour la période actuelle (1950 à aujourd'hui).

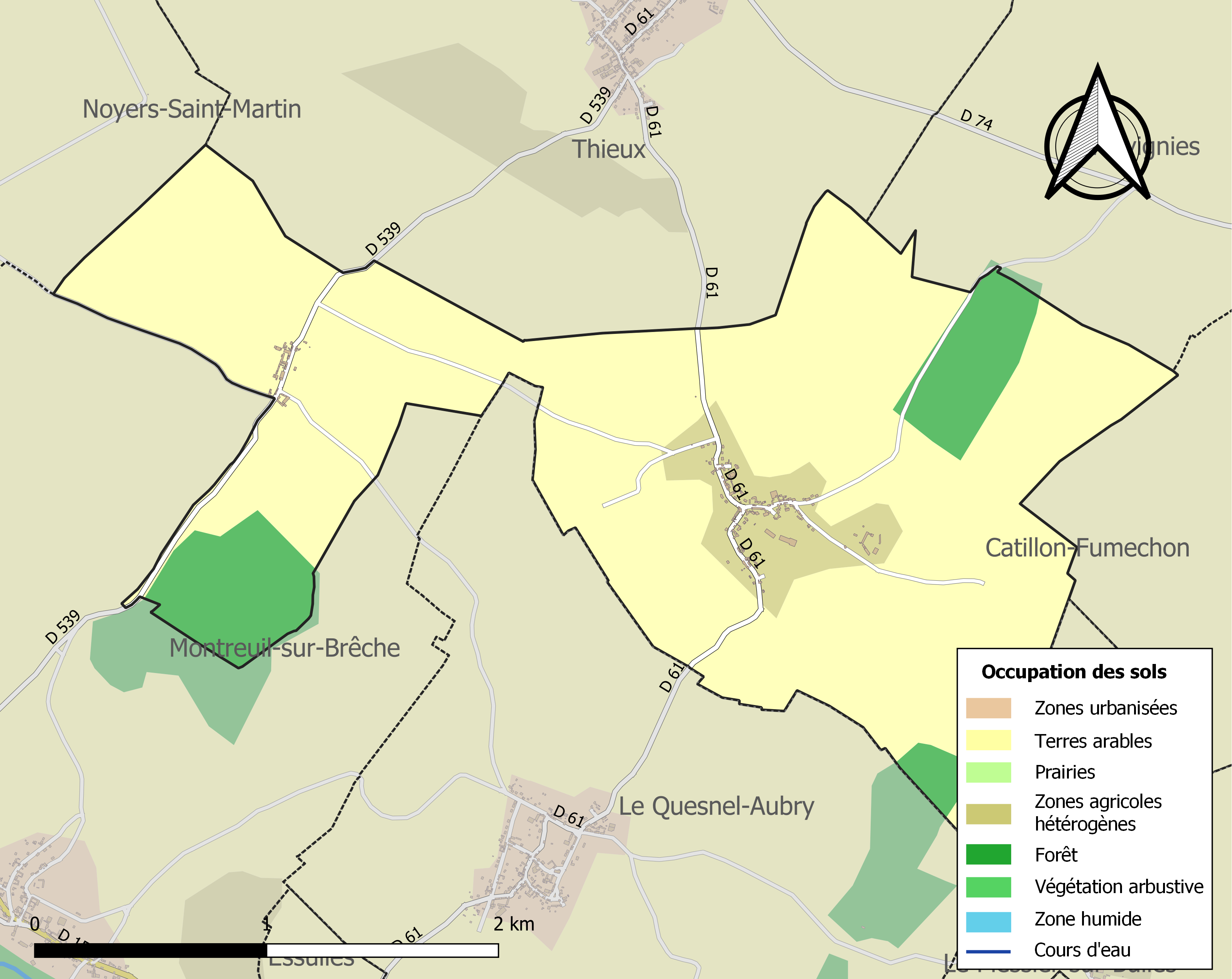
Carte des infrastructures et de l'occupation des sols de la commune en 2018 (CLC).

### Lieux-dits, hameaux et écarts
A l'ouest du territoire communal se trouve le hameau de Fresneaux, une ancienne commune réunie à celle de Bucamps< en 1828.

Fresneaux
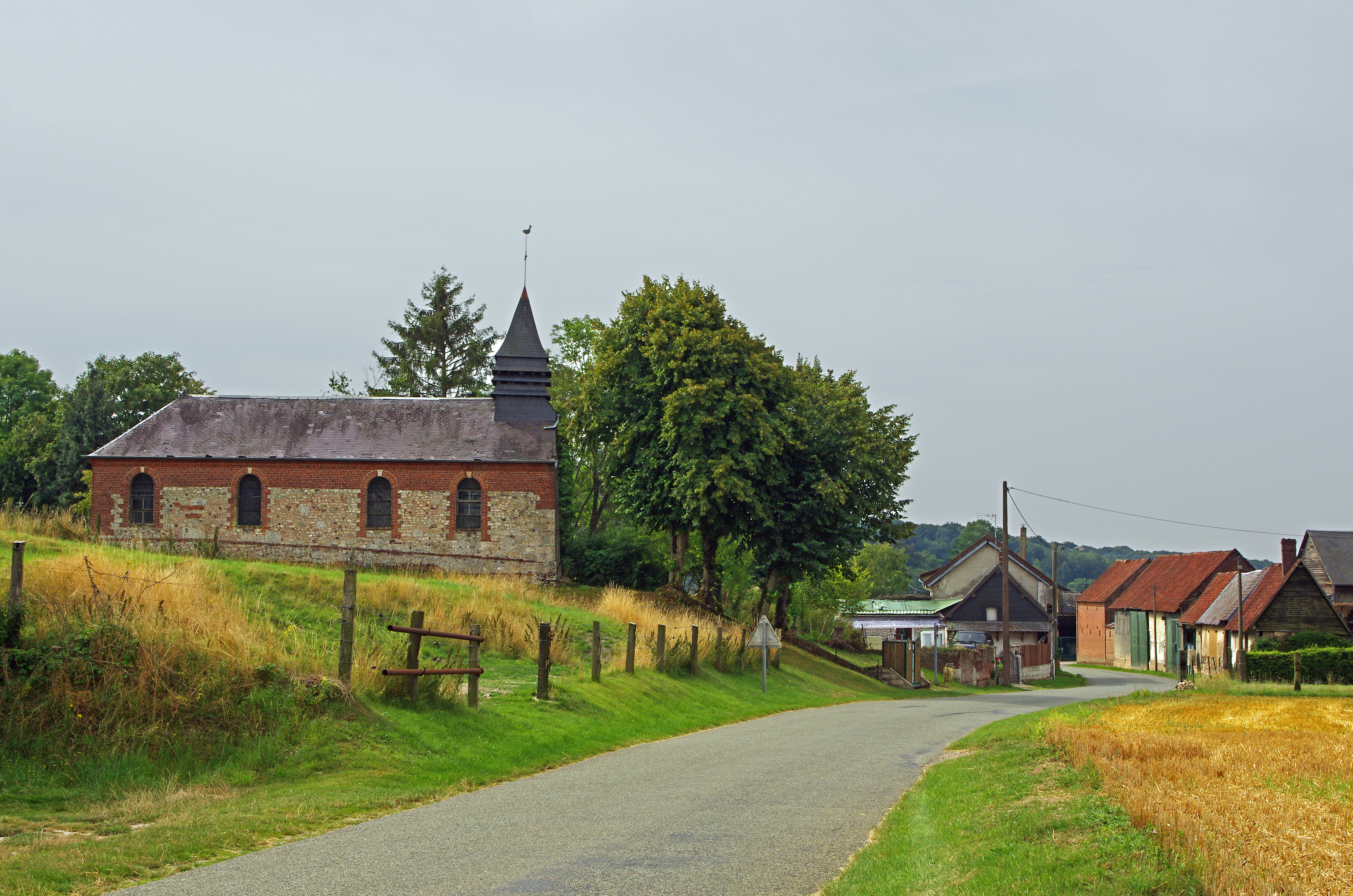
Le hameau et la chapelle
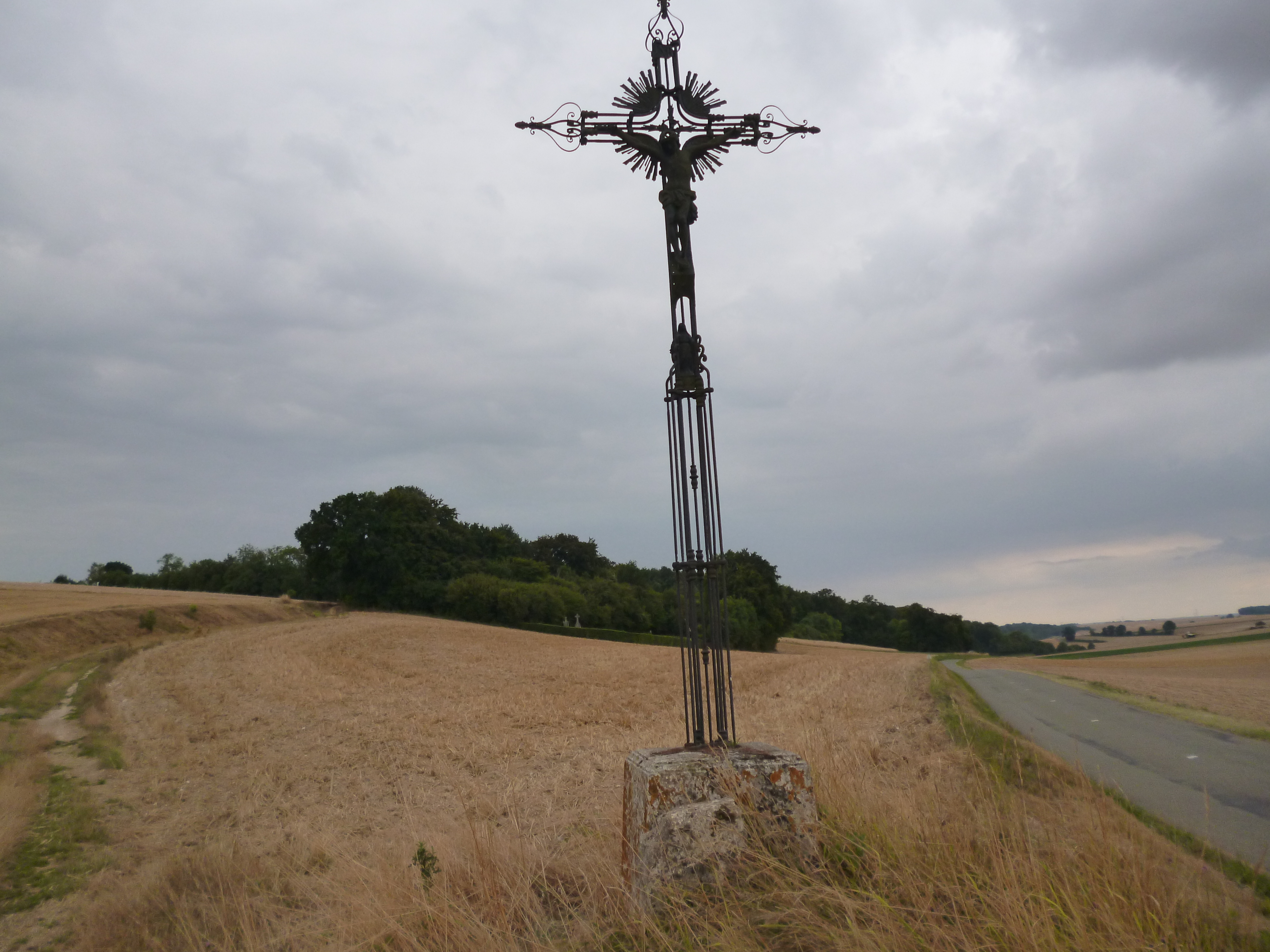
Calvaire à Fresneaux

### Habitat et logement
En 2018, le nombre total de logements dans la commune était de 78, alors qu'il était de 78 en 2013 et de 64 en 2008.
Parmi ces logements, 88,4 % étaient des résidences principales, 5 % des résidences secondaires et 6,6 % des logements vacants. Ces logements étaient pour 97,1 % d'entre eux des maisons individuelles et pour 1,7 % des appartements.
Le tableau ci-dessous présente la typologie des logements à Bucamps en 2018 en comparaison avec celle de l'Oise et de la France entière. Une caractéristique marquante du parc de logements est ainsi une proportion de résidences secondaires et logements occasionnels (5 %) supérieure à celle du département (2,5 %) et à celle de la France entière (9,7 %). Concernant le statut d'occupation de ces logements, 87,7 % des habitants de la commune sont propriétaires de leur logement (85,7 % en 2013), contre 61,4 % pour l'Oise et 57,5 pour la France entière.
| Typologie                                               | Bucamps | Oise | France entière |
| ------------------------------------------------------- | ------- | ---- | -------------- |
| Résidences principales (en %)                           | 88,4    | 90,4 | 82,1           |
| Résidences secondaires et logements occasionnels (en %) | 5       | 2,5  | 9,7            |
| Logements vacants (en %)                                | 6,6     | 7,1  | 8,2            |

### Voies de communication et transports
La station de chemin de fer la plus proche est la gare de Saint-Just-en-Chaussée desservie par des trains TER Hauts-de-France des lignes C10, C11, K10 et P10, assurant des liaisons entre Paris-Nord, Creil, Saint-Just-en-Chaussée et Amiens.
La commune est desservie, en 2023, par les lignes 613, 619 et 6114 du réseau interurbain de l'Oise.

## Toponymie

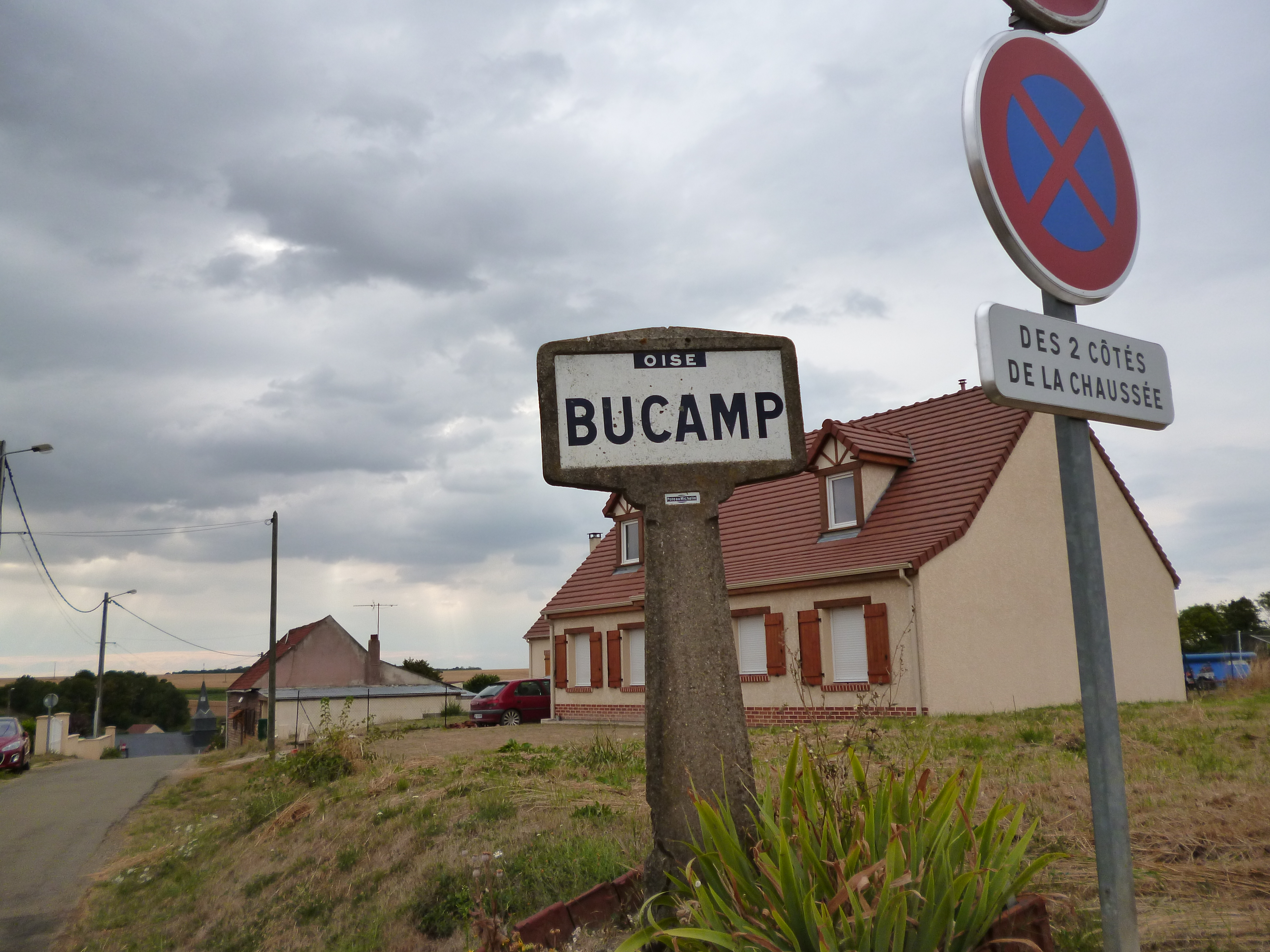
Un panneau Michelin avec une orthographe particulière, sans le S final.

Le nom de la localité est attesté sous les formes Warnius de Buschans (1075) (XIXe) ; Buscans (vers 1140) ; Bucans (1170) ; Buscamps (1188) ; Hugone de Buscans (XIIIe) ; Buschans (1212) ; Petrum de buscans (1267-1268) ; Bucam (vers 1270) ; Busceins (1292) ; Bucamp (1377) ; Bucan (1667) ; Bucamps (XIXe).
Peut-être de l'oil bues « bœufs » et camp au pluriel : « champs des bœufs ».

## Histoire
Louis Graves indique qu'on « assure qu'il y avait, dans le moyen âge, un château fortifié à Fresneau. La tradition locale y signale aussi l'existence de vastes souterrains dont on ne connait plus l'entrée. ».
En 1828, la commune de Fresneaux est réunie à celle de Bucamps.
En 1834, il indiquait que la commune de Bucamp avait  une maison d'école construite, en 1784 sur un terrain donné à cet effet par les religieuses du couvent de Wariville, et que l'activité de tissage de toiles fines était en forte régression. Un moulin à vent était implanté dans la commune.

## Politique et administration

### Rattachements administratifs et électoraux
La commune se trouve dans l'arrondissement de Clermont du département de l'Oise. Pour l'élection des députés, elle fait partie de la première circonscription de l'Oise.
Elle faisait partie depuis 1801 du canton de Froissy. Dans le cadre du redécoupage cantonal de 2014 en France, la commune fait désormais partie du canton de Saint-Just-en-Chaussée.

### Intercommunalité
La commune faisait partie de la communauté de communes des Vallées de la Brèche et de la Noye créée fin 1992.
Dans le cadre des dispositions de la loi portant nouvelle organisation territoriale de la République (Loi NOTRe) du 7 août 2015, qui prévoit que les établissements publics de coopération intercommunale (EPCI) à fiscalité propre doivent avoir un minimum de 15 000 habitants, le préfet de l'Oise a publié en octobre 2015 un projet de nouveau schéma départemental de coopération intercommunale, qui prévoit la fusion de plusieurs intercommunalités, et notamment celle de Crèvecœur-le-Grand (CCC) et celle des Vallées de la Brèche et de la Noye (CCVBN), soit une intercommunalité de 61 communes pour une population totale de 27 196 habitants.
Après avis favorable de la majorité des conseils communautaires et municipaux concernés, cette intercommunalité dénommée communauté de communes de l'Oise picarde et dont la commune est désormais membre, est créée au 1er janvier 2017.

### Liste des maires
| Période                                  | Période                  | Identité          | Étiquette | Qualité                                         |
| ---------------------------------------- | ------------------------ | ----------------- | --------- | ----------------------------------------------- |
| Les données manquantes sont à compléter. |                          |                   |           |                                                 |
| 1844                                     |                          | Alexandre Mahieux |           | Propriétaire, agriculteur Maire pendant 32 ans. |
| Les données manquantes sont à compléter. |                          |                   |           |                                                 |
| 1989                                     | 2001                     | Alain Faignaert   |           | Agriculteur                                     |
| mars 2001                                | 2014                     | Patricia Tallon   |           |                                                 |
| 2014                                     | En cours (au 3 mai 2021) | Francis Menu      |           | Réélu pour le mandat 2020-2026                  |

### Politique de développement durable
Afin de réduire le volume des déchets et le coût de la collecte des ordures ménagères, la commune a créé en 2015 un poulailler municipal, où une vingtaine de familles nourrissent régulièrement les animaux et, en récompense, obtiennent des œufs,.

## Équipements et services publics
À Bucamps, pour donner envie aux adolescents de rester, le maire travaille pour faire un "City stade" et un préau qui sera fini et inauguré le 01 septembre 2021

### Eau et déchets
L'eau potable distribuée sur la commune de Bucamps provient de deux puits situés à Maisoncelle-Tuilerie. En 2016, cette eau est de bonne qualité bactériologique et est  également conforme aux valeurs réglementaires fixées pour les substances indésirables (nitrates et pesticides), ainsi que pour les substances toxiques

### Enseignement
En 1972, il n'y avait plus d'enfants à l'école. Depuis lors, la commune a intégré un regroupement pédagogique intercommunal qui accueille les enfants de la commune..

## Population et société

### Démographie

#### Évolution démographique
L'évolution du nombre d'habitants est connue à travers les recensements de la population effectués dans la commune depuis 1793. Pour les communes de moins de 10 000 habitants, une enquête de recensement portant sur toute la population est réalisée tous les cinq ans, les populations de référence des années intermédiaires étant quant à elles estimées par interpolation ou extrapolation. Pour la commune, le premier recensement exhaustif entrant dans le cadre du nouveau dispositif a été réalisé en 2005.

En 2022, la commune comptait 207 habitants, en évolution de +10,7 % par rapport à 2016 (Oise : +0,87 %, France hors Mayotte : +2,11 %).
| 1793 | 1800 | 1806 | 1821 | 1831 | 1836 | 1841 | 1846 | 1851 |
| ---- | ---- | ---- | ---- | ---- | ---- | ---- | ---- | ---- |
| 343  | 332  | 359  | 339  | 542  | 517  | 524  | 512  | 491  |

| 1856 | 1861 | 1866 | 1872 | 1876 | 1881 | 1886 | 1891 | 1896 |
| ---- | ---- | ---- | ---- | ---- | ---- | ---- | ---- | ---- |
| 475  | 447  | 380  | 366  | 343  | 318  | 303  | 264  | 263  |

| 1901 | 1906 | 1911 | 1921 | 1926 | 1931 | 1936 | 1946 | 1954 |
| ---- | ---- | ---- | ---- | ---- | ---- | ---- | ---- | ---- |
| 250  | 230  | 208  | 175  | 164  | 153  | 162  | 128  | 158  |

| 1962 | 1968 | 1975 | 1982 | 1990 | 1999 | 2005 | 2006 | 2010 |
| ---- | ---- | ---- | ---- | ---- | ---- | ---- | ---- | ---- |
| 121  | 112  | 76   | 78   | 117  | 128  | 146  | 148  | 162  |

| 2015 | 2020 | 2022 | - | - | - | - | - | - |
| ---- | ---- | ---- | - | - | - | - | - | - |
| 187  | 203  | 207  | - | - | - | - | - | - |

La variation de population constatée entre 1821 et 1831 correspond à l'intégration de la population de Fresneaux.

#### Pyramide des âges
La population de la commune est relativement jeune.
En 2018, le taux de personnes d'un âge inférieur à 30 ans s'élève à 38,4 %, soit au-dessus de la moyenne départementale (37,3 %). À l'inverse, le taux de personnes d'âge supérieur à 60 ans est de 16,7 % la même année, alors qu'il est de 22,8 % au niveau départemental.
En 2018, la commune comptait 97 hommes pour 96 femmes, soit un taux de 50,26 % d'hommes, légèrement supérieur au taux départemental (48,89 %).
Les pyramides des âges de la commune et du département s'établissent comme suit.
| Hommes | Classe d’âge | Femmes |
| ------ | ------------ | ------ |
| 1,0    | 90 ou +      | 1,0    |
| 2,9    | 75-89 ans    | 5,0    |
| 13,7   | 60-74 ans    | 9,9    |
| 15,7   | 45-59 ans    | 15,8   |
| 28,4   | 30-44 ans    | 29,7   |
| 9,8    | 15-29 ans    | 11,9   |
| 28,4   | 0-14 ans     | 26,7   |

| Hommes | Classe d’âge | Femmes |
| ------ | ------------ | ------ |
| 0,5    | 90 ou +      | 1,4    |
| 5,5    | 75-89 ans    | 7,6    |
| 15,6   | 60-74 ans    | 16,3   |
| 20,8   | 45-59 ans    | 20     |
| 19,4   | 30-44 ans    | 19,4   |
| 17,6   | 15-29 ans    | 16,2   |
| 20,6   | 0-14 ans     | 19,1   |

## Culture locale et patrimoine

### Lieux et monuments
- Église Saint-Pierre, située en position dominante au milieu de l'ancien cimetière.
L'édifice a été remanié à de multiples reprises, et les deux seuls éléments datables avec certitude sont la façade, dont le petit portail en anse de panier porte la marque du XVIe siècle, et le chœur, qui possède une charpente de la même époque
Les belles boiseries et l'autel-retable, qui intègrent un tableau représentant la Résurrection, datent du XVIIIe siècle[36]

- Chapelle de Fresneaux, fondée au XVIIe siècle par Paris de la Brosse, seigneur de Fresneaux. C'est une simple salle rectangulaire dénuée de style et construite dans une maçonnerie mélangeant moellons et silex.
La chapelle abrite une statue de sainte Philomène, personnage imaginaire dont le culte a été propagé au XIXe siècle par le curé d'Ars[37]
- Monument aux morts

.

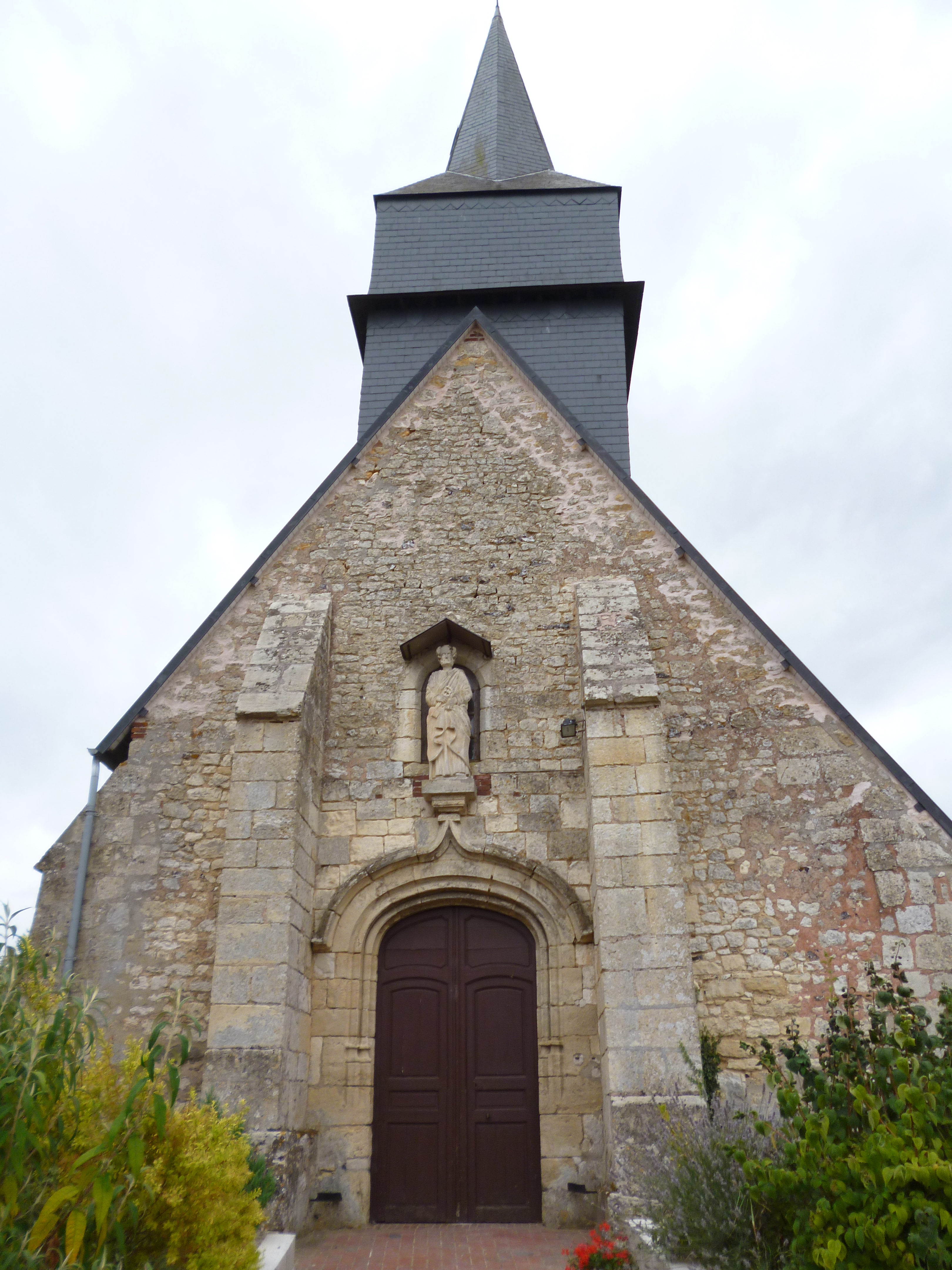
L'église Saint-Pierre.
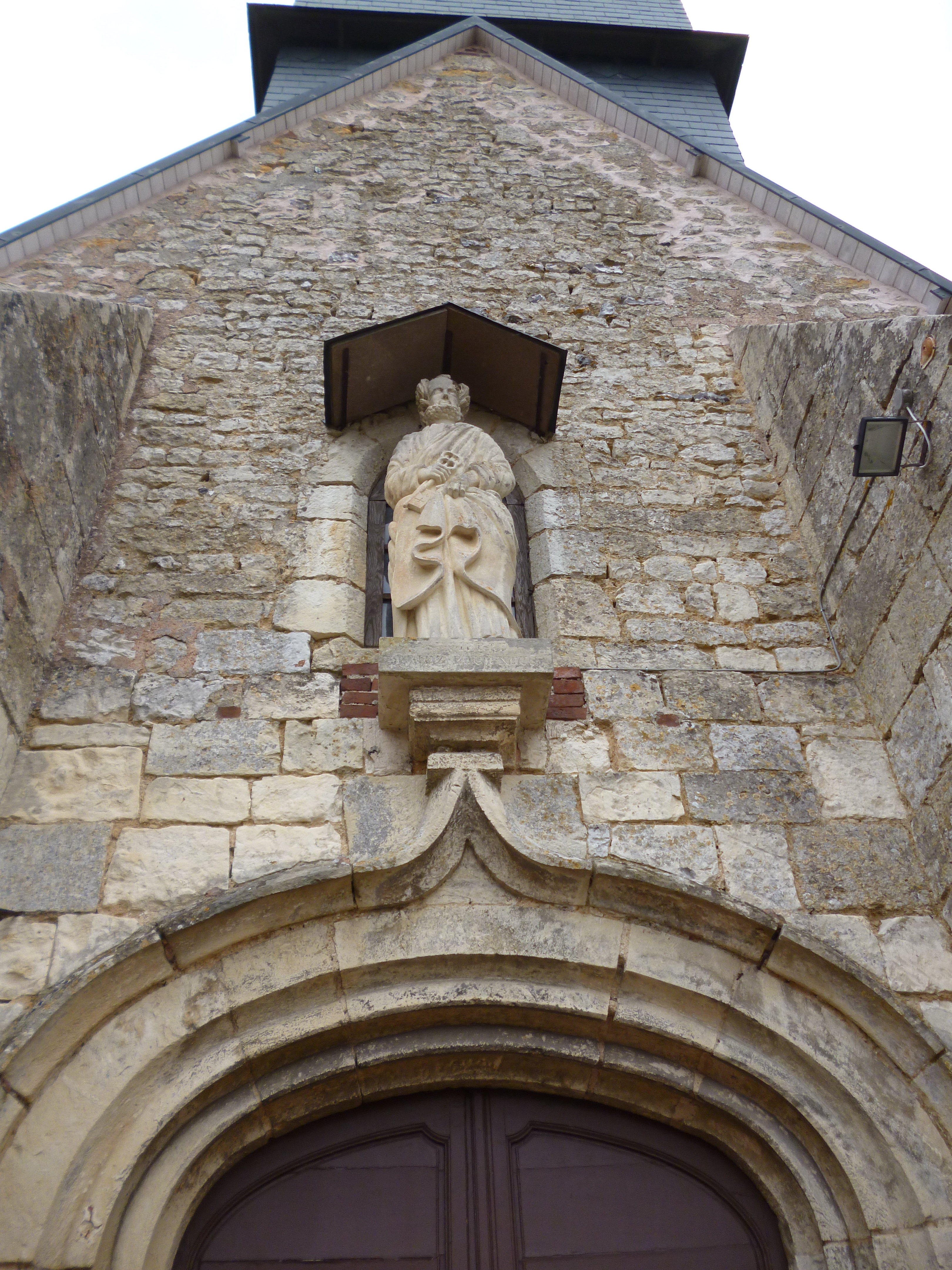
La statue.
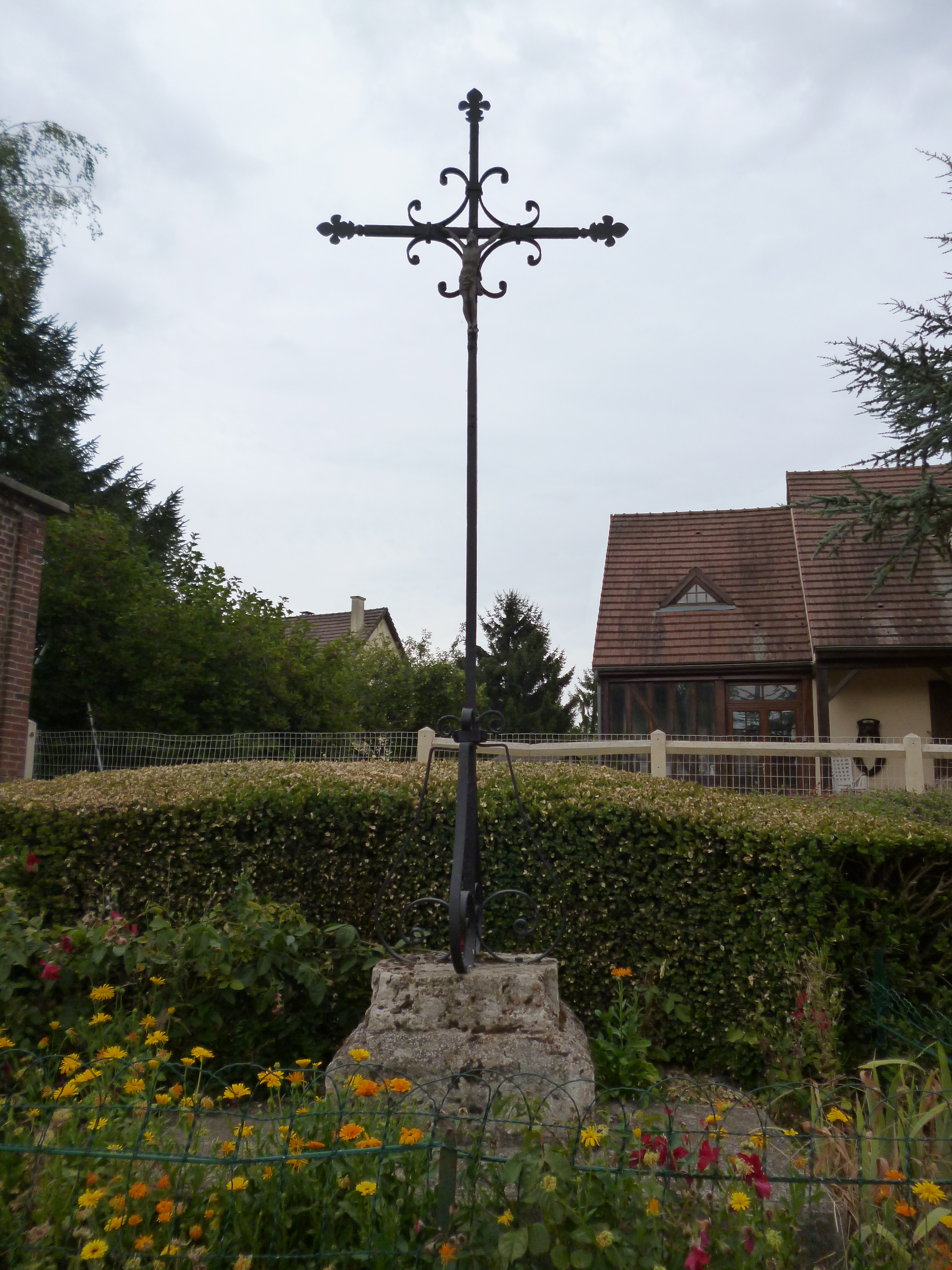
Un calvaire de la commune.
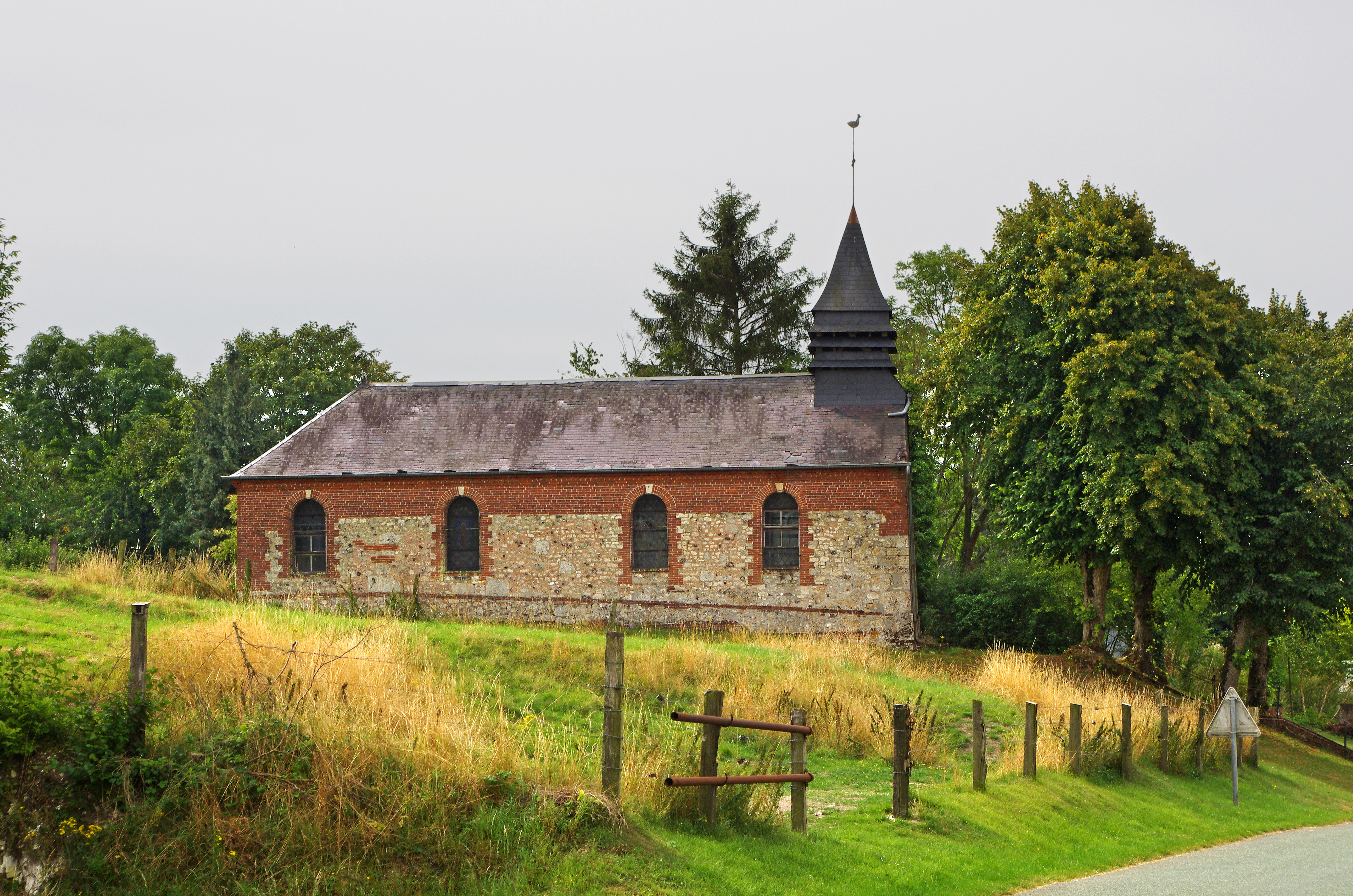
La chapelle de Fresneaux.
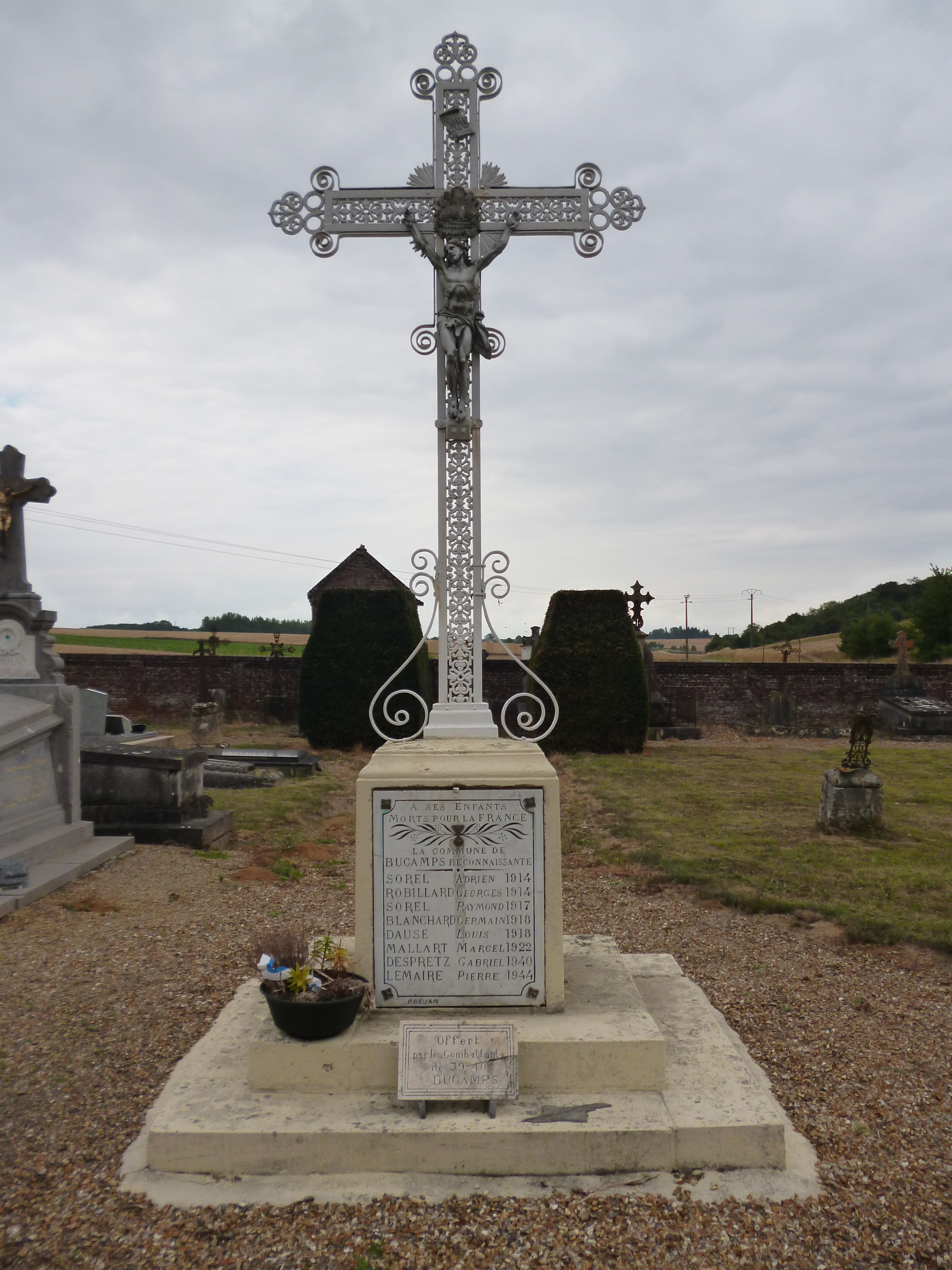
Le monument aux morts situé dans le cimetière.